# T-Square
T-Square (anteriormente conocida como The Square), es una banda japonesa de jazz fusión formada en 1976.Se hicieron famosos a finales de los años 1970 y principios de los 1980 junto con otras bandas de jazz japonesas.
El grupo tiene un total de 12 Japan Gold Disc Awards. Con discos como "F1 Grand Prix", "Natural", "Impressive", "Human" o "B.C. A.D."
"Truth" se usó como tema para la cobertura de Fórmula 1 de Fuji Television desde 1987 hasta 1998 y a partir de 2012, se usaron arreglos especiales como tema para la F1 de Japón de 2001 a 2006.

## Historia
Formada en 1976, T-Square, originalmente conocido como The Square comenzó como un pequeño grupo de jazz fusión en la Universidad Meiji, formada por el bajista Yuhji Nakamura, el guitarrista Masahiro Andoh, el pianista Jun Hakamazuka y el baterista Shunichi Harada.
La banda ha evolucionando constantemente con cambios en su alineación, destacando la incorporación de Takeshi Itoh en el saxofón y el EWI. 
Durante los años 80, la banda ganó popularidad internacional gracias a sus notables trabajos, adoptando el nombre "T-Square" para evitar confusiones en el mercado occidental. 
En los años 90 continuaron lanzando álbumes exitosos y experimentando con nuevos miembros, manteniendo una influencia significativa dentro del género.̟
En los 2000, se dividieron temporalmente, pero se reunieron en 2003 para celebrar su 25º aniversario. En 2019, tras cambios en la alineación, adoptaron el nombre T-Square Alpha.
En 2021, con la salida del miembro fundador Masahiro Andoh, continuaron como T-Square Alpha X, celebrando su 45º aniversario en 2023. Actualmente, la banda sigue activa, lanzando álbumes y realizando conciertos, con planes para su 50º aniversario.

## Influencia en videojuegos
La música de T-Square, así como el género del jazz fusión en su conjunto con bandas como Casiopea, influirían en gran medida en la música de los primeros videojuegos, inspirando directamente a figuras como Nobuo Uematsu, Koji Kondo e Hiroshi Kawaguchi, los compositores musicales detrás de algunas de las franquicias de videojuegos más importantes de todos los tiempos. El compositor Koji Kondo se inspiró en la canción de T-Square de 1984 "Sister Marian" al componer el tema principal del juego de plataformas Super Mario Bros. Muchas otras franquicias de videojuegos han sido influenciadas en la música de T-Square, como Street Fighter, Sonic the Hedgehog, Final Fantasy, etc.. Los miembros de T-Square también han trabajado directamente en música de videojuegos, como Gran Turismo o Arc the Lad.